# Enfermedad de Osgood-Schlatter
La enfermedad de Osgood-Schlatter es una inflamación del tendón rotuliano en la tuberosidad tibial (apofisitis), generalmente afecta a los adolescentes durante los períodos de crecimiento acelerado. Se caracteriza por un bulto doloroso justo debajo de la rodilla que empeora con la actividad y mejora con el reposo. Los episodios de dolor suelen durar de algunas semanas a meses. Una o ambas rodillas pueden verse afectadas y los brotes pueden reaparecer.
Los factores de riesgo incluyen el uso excesivo, especialmente los deportes que implican correr o saltar con frecuencia. El mecanismo subyacente es la tensión repetida sobre la placa de crecimiento de la tibia superior. El diagnóstico generalmente se basa en los síntomas. Una radiografía simple puede ser normal o mostrar fragmentación en el área de inserción.
El dolor generalmente desaparece con el tiempo. La aplicación de frío en el área afectada, el descanso, los ejercicios de estiramiento y fortalecimiento pueden ayudar. Se pueden utilizar antiinflamatorios no esteroideos como el ibuprofeno. Se pueden recomendar actividades un poco menos estresantes, como nadar o caminar. Puede ser útil enyesar la pierna durante un tiempo. Después de que el crecimiento se desacelera, generalmente a los dieciséis años en los niños y a los catorce en las niñas, el dolor ya no se producirá a pesar de que potencialmente quede un bulto.
Alrededor del 4 % de las personas se ven afectadas en algún momento. Los hombres de entre diez y quince años son los más afectados.

## Etimología
La enfermedad se nombró por el cirujano estadounidense Robert Bayley Osgood (1873-1956) y su compañero suizo Carl Schlatter (1864-1934), que independientemente describieron la enfermedad en 1903.

## Causas, incidencia y factores de riesgo
La enfermedad de Osgood-Schlatter es un proceso que afecta a los adolescentes en el periodo de crecimiento. Se trata de una enfermedad que consiste en el despegamiento del cartílago de crecimiento de la tibia como consecuencia de la realización de gestos repetidos. Se manifiesta por la aparición de dolor en la cara anterior de la rodilla, por debajo de la rótula y la aparición de un bulto en la zona dolorosa.
Se cree que esta enfermedad es causada por lesiones pequeñas y usualmente inadvertidas, ocasionadas por la sobrecarga repetitiva antes de que se complete el crecimiento del área.
También se cree de otro factor que pueda afectar la tibia que marca como culpable a la tirantez de los músculos que se encuentran anteriores al cuádriceps que está unido con los tendones que corren por la rodilla hasta la tibia para conectar ambos músculos. Al momento de contraerse, el tendón puede comenzar a tirar del hueso de la pantorrilla causando el dolor.
Este trastorno se observa muy a menudo en adolescentes activos y atléticos, generalmente en edades comprendidas entre los 10 y los 15 años. Es común en adolescentes que juegan fútbol, baloncesto, béisbol, voleibol y balonmano, equitación, al igual que aquellos que practican gimnasia.

## Síntomas
El principal síntoma es una hinchazón dolorosa justo debajo de la rodilla en la superficie frontal (anterior) del hueso de la pierna inferior. Los síntomas ocurren en una o ambas piernas.
La persona puede presentar dolor de pierna o dolor de rodilla, que empeora al correr, saltar, agacharse y subir escaleras.
El área es sensible a la presión y la inflamación fluctúa desde leve hasta muy severa.

## Signos y exámenes
El médico puede hacer un diagnóstico de este problema llevando a cabo un examen físico.
Una radiografía de hueso puede ser normal o puede mostrar inflamación o daño a la espina tibial. Las radiografías se usan muy poco, a menos que el médico quiera descartar otras causas del dolor.
El dolor de la articulación en reposo o de fuerte intensidad que despierta el niño de noche son síntomas específicos de otras enfermedades importantes, No reflejan la enfermedad de Osgood Schlatter y es necesario consultar inmediatamente con su pediatra.

## Tratamiento
El tratamiento a seguir, básicamente, consiste en reposo deportivo. Es importante destacar que no es necesario reposo si el deporte no precisa grandes esfuerzos y no provoca dolor. El Osgood-Schlatter también se puede tratar, en el caso de que haya dolor, con analgésicos, frío local y fisioterapia, aunque ocasionalmente se puede colocar una cincha que sujete el tendón rotuliano con el fin de disminuir la fuerza que este ejerce sobre el punto de inserción.
En los casos raros en los cuales los síntomas no desaparecen, se puede utilizar una férula yeso o un dispositivo ortopédico para apoyar la pierna hasta que sane, lo cual toma normalmente de seis a ocho semanas. Igualmente, se pueden usar muletas para caminar con el fin de aliviar el peso sobre la pierna dolorida.
Desde el campo de la fisioterapia se puede intentar tratar disminuyendo la tensión que generan la musculatura extensora de rodilla sobre la tuberosidad tibial. Las técnicas empleadas pueden ser varias (masaje, fibrolisis diacutánea, estiramientos, punción seca...). Al disminuir la tensión muscular, disminuirá la tracción del tendón rotuliano sobre la tuberosidad por lo que la inflamación y el dolor debería comenzar a disminuir con el paso de las sesiones de tratamiento. El uso de hielo sobre la tuberosidad también ayudará a disminuir la inflamación.
Rara vez puede ser necesaria la cirugía.

## Expectativas
El periodo de duración es, aproximadamente, de unas ocho a doce semanas y se puede decir que está curada cuando finaliza el periodo de crecimiento del paciente. La mayoría de los casos mejoran espontáneamente después de algunas semanas o meses y finalmente desaparecen una vez que el niño completa su crecimiento. Aunque también existe la posibilidad de que el daño dure incluso años.
A los adolescentes se les puede permitir participar en deportes si la actividad no causa molestia pero después de un descanso.
Si no se hace descanso, la enfermedad puede repetir por ende logra evolucionar y empeorarse, si ese caso ocurriese se tendría que visitar a un médico y seguramente habría que hacer una simple operación; se tendría que hacer una pequeña fisura para colocar bien el hueso. De esta manera se extienden las semanas de reposo aproximadamente de dieciséis a dieciocho semanas.

## Complicaciones
Puede darse dolor crónico en situaciones de esfuerzo más o menos continuado, si el dolor está presente mientras se hacen esfuerzos. Se debe buscar asistencia médica si el niño presenta dolor en la pierna o la rodilla, o si el dolor no mejora con tratamiento. Se puede requerir cirugía en casos más graves o en deportistas adultos con dolor crónico.
En algunas ocasiones el desplazamiento que se produce puede llegar a ser más grave, aunque es cierto que estos casos se dan en muy pocas ocasiones. Si se aprecia un mayor desplazamiento y se produce el arrancamiento del tendón rotuliano (lo que sucede en muy pocas ocasiones), la única solución es recurrir a la cirugía, para proceder a la sujeción de la tuberosidad a la tibia mediante la colocación de tornillos

## Otras imágenes

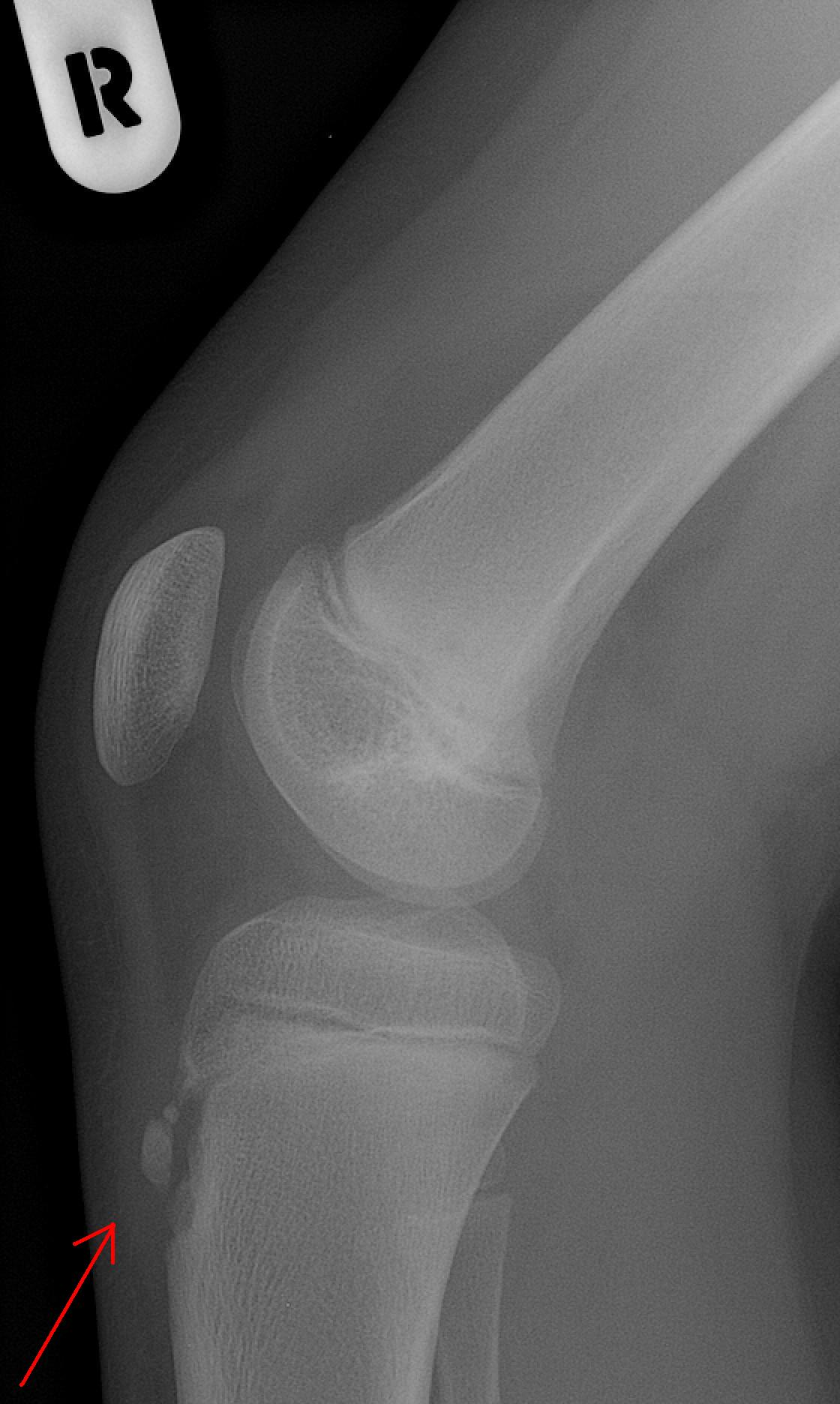
Rayos X mostrando la enfermedad de Osgood-Schlatter
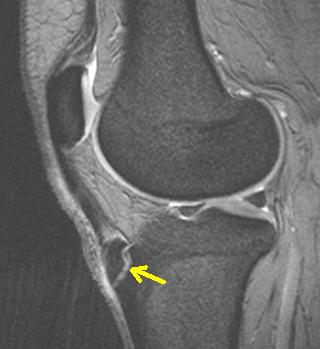
MBq Osgood-Schlatter, flecha mostrando la enfermedad
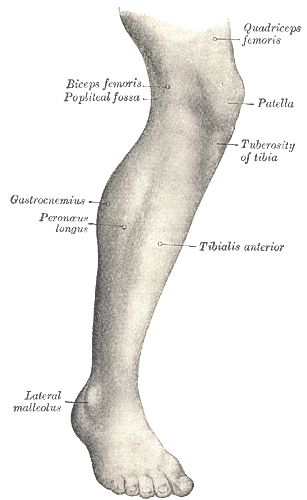
Aspecto lateral de la pierna derecha.La tuberosidad de la tibia se marca al centro derecha